# Like I Can
«Like I Can» — песня британского исполнителя Сэма Смита, изданная в качестве пятого сингла с его дебютного студийного альбома In the Lonely Hour. Сингл вышел в продажу 5 декабря 2014 года.

## Информация о песне
Авторами песни стали сам Сэм Смит и Мэтт Прайм; продюсерами — Стив Фитцморис, Джимми Нейпс и Mojam. Песня смогла добраться до 9 места в британском хит-параде UK Singles Chart. 9 ноября 2014 года Сэм Смит выступил с «Like I Can» во время эфира 11 сезона телешоу The X Factor.

## Список композиций
| №  | Название                            | Длительность |
| -- | ----------------------------------- | ------------ |
| 1. | «Like I Can» (radio mix)            | 2:47         |
| 2. | «Like I Can» (Artful remix)         | 4:34         |
| 3. | «Like I Can» (Jonas Rathsman remix) | 7:00         |
| 4. | «Like I Can» (iLL BLU remix)        | 6:30         |

## Позиции в чартах
| Чарт (2014)                        | Наивысшая позиция |
| ---------------------------------- | ----------------- |
| Австралия (ARIA)                   | 20                |
| Ирландия (IRMA)                    | 18                |
| Новая Зеландия (Recorded Music NZ) | 19                |
| Шотландия (OCC Scotland)           | 8                 |
| Великобритания (OCC UK Singles)    | 9                 |

## Хронология издания
| Страна         | Дата           | Формат               | Лейбл                              |
| -------------- | -------------- | -------------------- | ---------------------------------- |
| Австралия      | 5 декабря 2014 | цифровая дистрибуция | - Capitol Records - Method Records |
| Ирландия       | 5 декабря 2014 | цифровая дистрибуция | - Capitol Records - Method Records |
| Великобритания | 7 декабря 2014 | цифровая дистрибуция | - Capitol Records - Method Records |
| Бельгия        | 8 декабря 2014 | цифровая дистрибуция | - Capitol Records - Method Records |